# منصور مفتاح
منصور مفتاح (انگلیسی: Mansour Muftah؛ زاده ۲۲ نوامبر ۱۹۵۵) یک بازیکن فوتبال اهل قطر است.

## تیم ملی
وی همچنین در تیم ملی فوتبال قطر بازی کرده است. وی ۵۳ گل ملی در کارنامه خود دارد و بهترین گلزن تاریخ تیم ملی فوتبال قطر است.